# Henri de Marsiac
Henri de Marsiac (ur. w 1136 w Château de Marcy, zm. 1 stycznia 1189 w Arras) – francuski kardynał z zakonu cystersów.

## Życiorys
Urodził się w Château de Marcy w szlacheckiej rodzinie. W wieku 20 lat wstąpił do zakonu cysterskiego w Clairvaux. W latach 1160-76 był opatem Hautecombe w Sabaudii, a 1176-79 opatem Clairvaux. W 1178 roku towarzyszył kardynałowi Pietro da Pavia w jego antyheretyckiej misji legackiej w Langwedocji. Odmówił wówczas wyboru na biskupa Tuluzy. Uczestniczył w Soborze Laterańskim III w marcu 1179. W trakcie jego obrad 14 marca 1179 papież Aleksander III mianował go kardynałem biskupem Albano. Podpisywał bulle papieskie między 4 maja 1179 a 11 listopada 1187. W 1181 ponownie był legatem w Langwedocji w celu zwalczania herezji. W trakcie papieskiej elekcji w październiku 1187 był poważnym kandydatem na papieża, odmówił jednak przyjęcia tiary. Wybrany wówczas papież Grzegorz VIII mianował go legatem w Niemczech w celu propagowania III krucjaty. Zmarł w Arras w trakcie pełnienia tej legacji, najprawdopodobniej 1 stycznia 1189. Cystersi czczą go jako „błogosławionego”, wspominając go dnia 14 lipca, który to dzień w starszej literaturze jest błędnie przyjmowany jako data jego śmierci.